# Latitude (rascacielos)
Latitude es un rascacielos parte del complejo World Square, rodeado por las calles George, Goulburn, Liverpool y Pitt en Sídney, Australia. El nombre oficial del edificio es Ernst & Young Tower at Latitude y se sitúa en la esquina de las calles George y Goulburn.

## Diseño y construcción
El edificio comprende un edificio bajo de oficinas, un complejo comercial que incorpora una serie de callejones y una torre de oficinas de Ernst & Young. El edificio de 51 plantas tiene 190 m de altura y 222 m incluyendo la aguja. El edificio contiene también la sede de Austereo y Hoyts.
El edificio fue abierto en enero de 2005. Fue construido por Multiplex.
El arquitecto responsable del diseño fue Greg Crone, conocido por su trabajo en King Street Wharf, Citigroup Centre y 400 George Street.